# Сергій Мурадян
Сергій Лернікович Мурадян (вірм. Սերգեյ Մուրադյան, нар. 27 серпня 2004, Санкт-Петербург, Росія) — вірменський футболіст, центральний захисник клубу «Ноах» та національної збірної Вірменії.

## Ігрова кар'єра

### Клубна
Сергій Мурадян народився у Санкт-Петербурзі і займатися футболом починав в академіях місцевих клубів «Динамо» та «Зеніт». В складі юнацьких команд «Зеніта» Мурадян вигравав юнацькі першості Росії.
В лютому 2023 року Сергій Мурадян за згодою сторін розірвав контракт з пітерським «Зенітом» і перейшов до вірменського клубу «Ноах».

### Збірна
З 2021 року Сергій Мурадян активно виступав за юнацькі та молодіжну збірну Вірменії.
26 березня 2024 року у товариському матчі проти команди Чехії Мурадян дебютував у складі національної збірної Вірменії.

## Титули
Ноах
 Чемпіон Вірменії: 2024/25
 Переможець Кубка Вірменії: 2024/25